# 市橋政勝
市橋 政勝（いちはし まさかつ）は、江戸時代前期の近江国仁正寺藩の世嗣。通称は左京。

## 略歴
2代藩主・市橋政信の四男として誕生。母は溝口宣直の長女・久（慈光院）。正室は南部直房の娘（名は富）。
兄・政房が早世したため嫡子となる。延宝4年（1676年）、徳川家綱に拝謁する。しかし、元禄6年（1693年）、病弱を理由に廃嫡された。代わって、一門から利政が養子に迎えられ嫡子となった。享保11年（1726年）、60歳で没した。